# منتخب باربادوس لاتحاد الرغبي للسيدات
منتخب باربادوس لاتحاد الرغبي للسيدات (بالإنجليزية: Barbados women's national rugby union team)‏ هو ممثل باربادوس الرسمي في المنافسات الدولية في اتحاد الرغبي للسيدات. تأسس في 21 يونيو 2009.